# Eulophia ruwenzoriensis
Eulophia ruwenzoriensis är en orkidéart som beskrevs av Alfred Barton Rendle. Eulophia ruwenzoriensis ingår i släktet Eulophia och familjen orkidéer. Inga underarter finns listade i Catalogue of Life.

## Bildgalleri

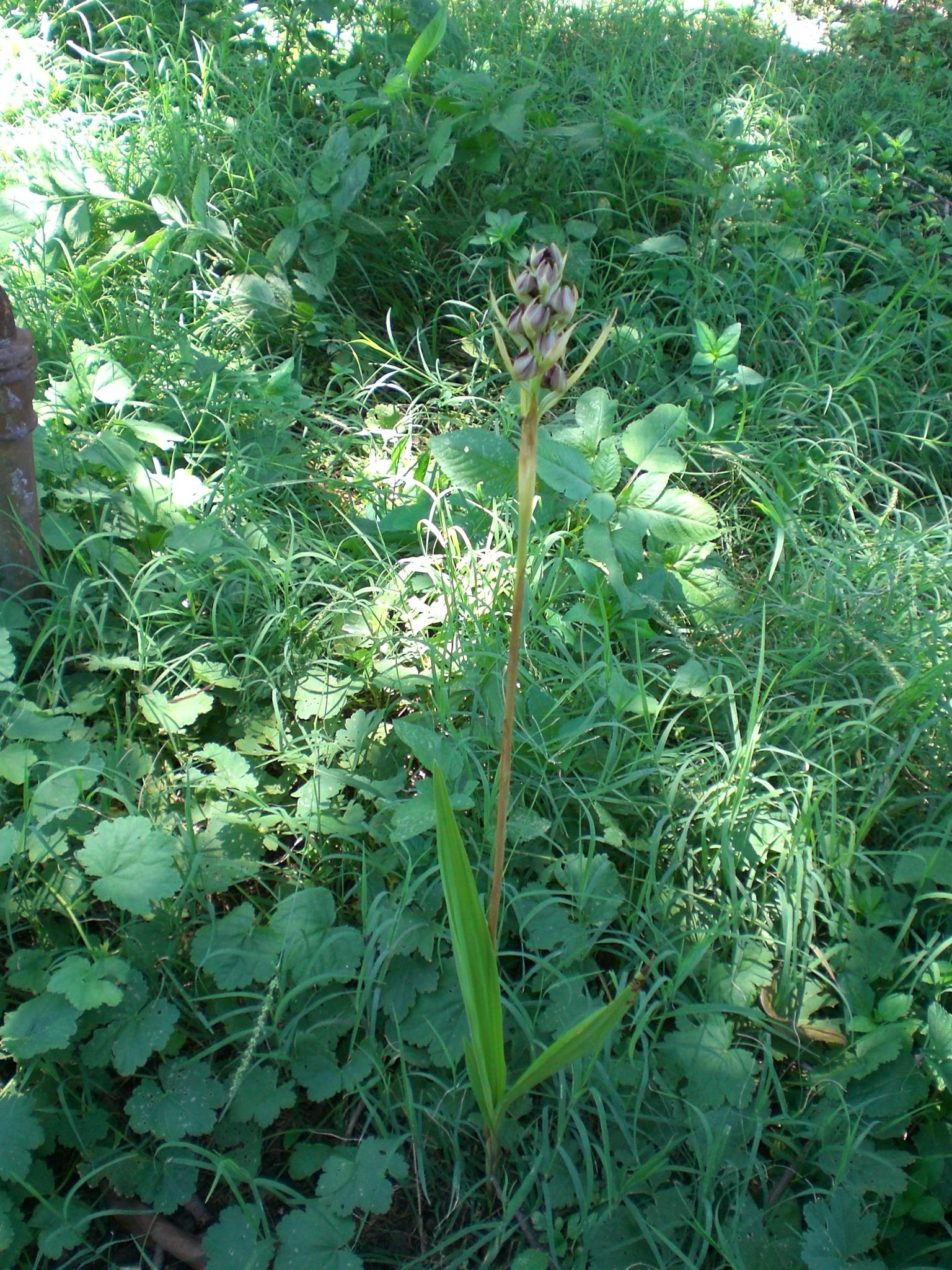